# Andreas Vesterlund
Andreas Vesterlund, född 2 januari 1974, är en svensk konstnär, fotograf och översättare. 
Andreas föddes i Skövde, studerade till konstnär på Valand i Göteborg. Han var mellan 2008 och 2021 bosatt i New York och flyttade därefter tillbaka till Sverige och är nu bosatt i Örebro.

## Översättning
Andreas översätter huvudsakligen skönlitteratur från engelska till svenska. Han har översatt för flera förlag som Bakhåll, Harlequin, Natur & Kultur, Norstedts, Tranan och Volante.

### Översättningar i urval
- David Means: Blandade bränder (Bakhåll, 2012)
- J. D. Salinger: Franny och Zooey (Bakhåll, 2013)
- Anita Desai: Försvinnandekonstnären (Bakhåll, 2013)
- Ernest Hemingway: Klockan klämtar för dig (Bakhåll, 2015)
- Philip K. Dick: Skannad i dunklet (Bakhåll, 2015)
- Jack Kerouac: På väg : originalversionen (Bakhåll, 2016)
- Elizabeth Gilbert: Kvinnornas stad (Norstedts, 2019)
- Martin Hägglund: Vårt enda liv (Volante, 2020)
- Tsitsi Dangarembga: En kropp att sörja (Tranan, 2021)
- Szilvia Molnar: Mjölkbaren (Bakhåll, 2023)

## Konst
Andreas studerade konst på Konsthögskolan Valand och tog en masterexamen i fotografi. I New York arbetade han på galleriet Thomas Erben Gallery och deltog i ett flertal utställningar..

### Utställningar i urval
- 5 – 20 april 2008: Utställning tillsammans med Nadja von Bahr, Guro Olsdotter Gjøl, Helga Härenstam, Andrea Johanson, Lovisa Ringborg, Kalle Sanner, Anna Strand och Mehdi Namazi på  Göteborgs konsthall[2]
- 30 juli 2011: Delutställning av Por las calles va Rebeca på Hart Studios i Brooklyn, New York[3]
- 20 oktober – 5 november 2023: Utställningen First and Last and Always med Stefan Ganslandt på Galleri Rehab-Shop i Göteborg[4]